# Werner Hempel (Bildhauer)
Werner Hempel (* 1. November 1904 in Dresden; † 18. September 1980 ebenda) war ein deutscher Bildhauer und Restaurator.

## Leben
Hempel war der Sohn des Bildhauers Oskar Paul Hempel (1887–1954) und begann nach der Schulzeit seine Bildhauerlehre in der väterlichen Werkstatt auf der Wehlener Straße in Tolkewitz. Sein Vater widmete sich der Grabmalskunst und hatte neben seiner Werkstatt eine Schmiede und eine Tischlerei. Von 1927 bis 1930 studierte Hempel an der Kunsthochschule Dresden Bildhauerei und war Meisterschüler bei Karl Albiker. Ab 1930 arbeitete er als selbständiger Bildhauer in Dresden. Nach dem Zweiten Weltkrieg kehrte er 1946 aus der Kriegsgefangenschaft heim. Zunächst baute er die durch die Bombenangriffe 1945 zerstörte Werkstatt wieder auf. Bereits 1946 setzte er sich für den Wiederaufbau der in Trümmern liegenden Stadt Dresden ein und begann mit seinen Bildhauergesellen in der Zwingerbauhütte. Seine umfangreichen Kenntnisse und Erfahrungen halfen ihm bei der Sicherung und Bewahrung zerstörter oder verfallener Baudenkmäler aus der Barockzeit. So konnten viele Zeugnisse der Baudenkmale wieder im neuen Glanz entstehen. Hempel war Mitglied des Verbands Bildender Künstler der DDR. Sein Wirkungskreis umfasste nicht nur Dresden, sondern u. a. auch Görlitz, Torgau, Altenburg, Jena, Meißen, Weimar und Schwerin. Helmut Heinze erhielt von Hempel seine Ausbildung zum Steinbildhauer.
Hempel wurde auf dem Johannisfriedhof in Tolkewitz beigesetzt. Sein Nachlass befindet sich im Hauptstaatsarchiv Dresden. Sein Sohn Christian (1937–2015) lernte im väterlichen Betrieb Steinbildhauer und machte sich im Stadtteil Oberloschwitz selbständig, die Firma übernahmen dessen Sohn Julius Hempel (1971–2015) und nach dessen Tod der Zwillingsbruder Sebastian Hempel (* 1971), der das Unternehmen nunmehr in vierter Generation weiterführt.

## Werke (Auswahl)

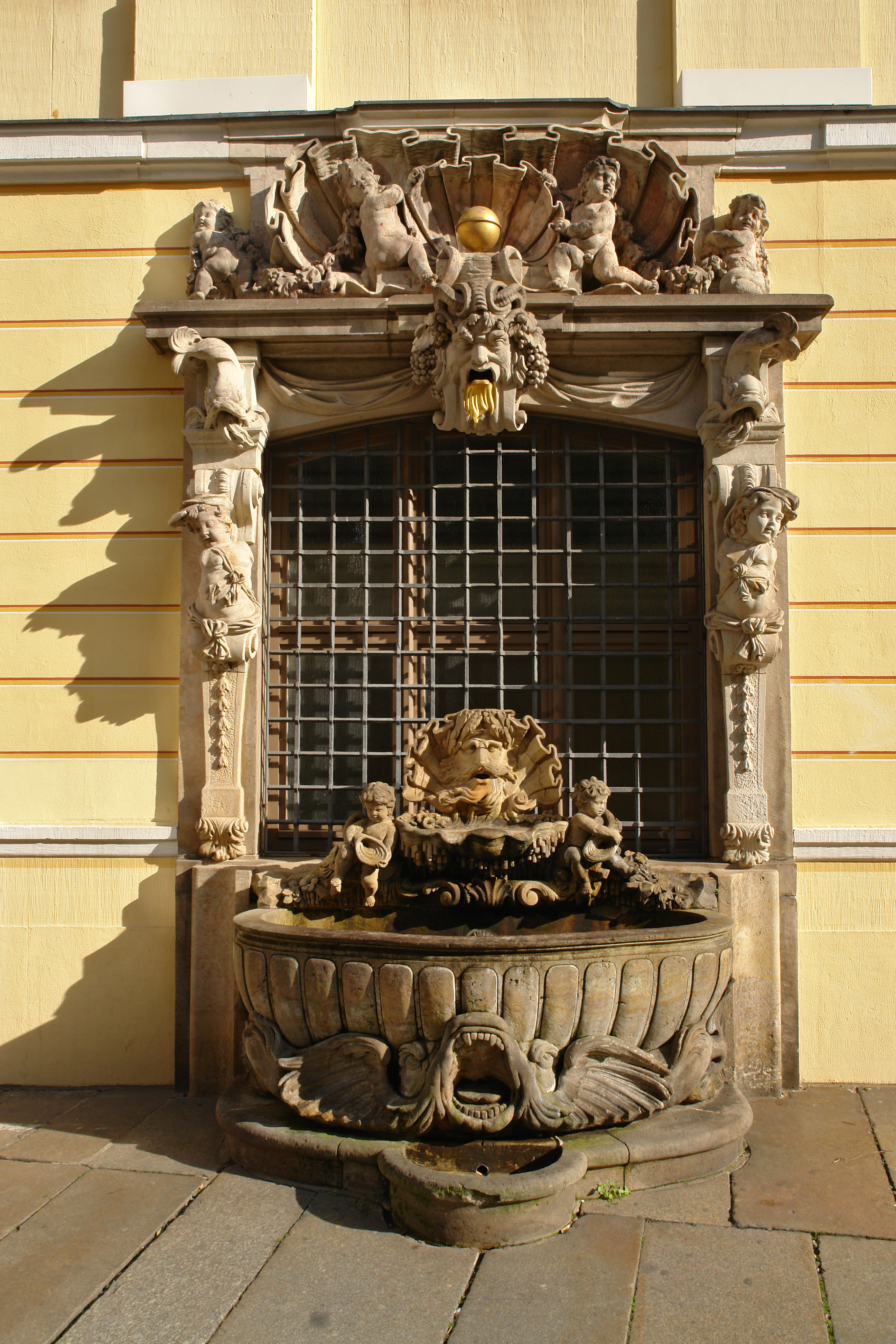
Werner Hempel restaurierte den Brunnen des zerstörten Dinglingerhauses und setzte ihn 1966 an das Neue Gewandhaus.

- aktives Mitwirken in Dresden beim Wiederaufbau von Zwinger, Katholischer Hofkirche sowie Freiplastiken im Großen Garten
- Bebauung Altmarkt-Westseite 1956: Relief Geschichte der Altmarktecke
- Relief HO-Warenhaus Altmarkt
- Studentenwohnheim Güntzstraße 28/28a: Sandsteinrelief Theodor Körner
- 1966: Sanierung und Neuaufstellung des Dinglingerbrunnens in Dresden mit Walter Flemming

Weitere Objekte außerhalb Dresdens:
- Görlitz: Kopie von Teilen des Rathausaufgangs von 1583 mit Justitia-Skulptur, Säule, Kanzel und Treppenhausrelief (1950/1951)[6]
- Görlitz: Kopie der antikischen Kriegerfigur des Georgsbrunnens auf dem heutigen Obermarkt (1957/1958)[7]

- Kopie der Bacchusfigur auf dem Jacobstein, Radebeul
- Schloss Moritzburg
- Schloss Hartenfels in Torgau
- Schloss Altenburg
- Marktbrunnen und Rathaus in Oschatz, Bad Muskau, Jena, Wismar und Schwerin
- Döbereiner-Denkmal in Jena (Umsetzung eines Entwurfs von Hans Steger)
- Barockschloss Rammenau
- Grabplatte für Gräfin Cosel auf der Burg Stolpen
- Freiplastiken im Barockgarten Großsedlitz
- Barockschloss Seußlitz
- Meißen: Relief nach einer Zeichnung Lea Grundigs an der Gedenkstätte für die Opfer des Faschismus (1958)[8]
- Tuchmachertor in Meißen
- Restaurierung bzw. Nachbildung von Kursächsischen Postmeilensäulen[9]
- Restaurierung des Armes der Hebe, eines Abgusses von Bertel Thorvaldsen[10] von 1816 im Garten unter dem „Amititae“-Tempel des Göschenhauses in Grimma.[11]